# Comalies
Comalies ist das dritte Album der italienischen Alternative-Metal-Band Lacuna Coil. Das Album wurde am 23. September 2002 via Century Media veröffentlicht. Comalies verkaufte sich weltweit über 500.000 Mal und ist damit das meistverkaufte Album in der Geschichte von Century Media.

## Entstehungsgeschichte
Wie bei den beiden vorangegangenen Alben entstanden die Lieder für Comalies erst kurz vor dem Beginn der Aufnahmen. Der Albumtitel ist laut Sängerin Cristina Scabbia eine Art Reflexion auf diese Zeit.

„Ich kam mir vor, als läge ich im Koma, während wir diese Songs schrieben. Die Außenwelt existierte nicht mehr, all unsere Energie richtete sich auf uns selbst, so dass die Luft von einer kreativen Spannung erfüllt war.“

Im Gegensatz zum Vorgängeralbum Unleashed Memories setzte die Band auf einfacher arrangierte Lieder, die weniger Riffs und Gesang enthalten. Die Band wollte mit weniger Aufwand mehr erreichen. Die Aufnahmen zu Comalies fanden im April und Mai 2002 im Woodhouse Studio in Hagen statt. Produziert wurde das Album erneut von Waldemar Sorychta. Für die beiden Singles „Heaven´s a Lie“ und „Swamped“ wurden Musikvideos gedreht.

## Hintergrund
In „Heaven´s a Lie“ geht es um Menschen, die anderen Leuten ihre Meinung und Standpunkte mit aller Gewalt näher bringen wollen. Das Wort „Heaven“ (engl. für Himmel) wird hier als Metapher verwendet. Das Lied sorgte vor allem in den USA für Irritationen, da das Lied vielfach für ein antireligiöses Lied gehalten wurde. „Daylight Dancer“ beschreibt einen starken, an sich selbst glaubenden Menschen. Der Titel „The Ghost Woman and the Hunter“ stammt aus einer indischen Legende, die sich mit dem Thema Neid beschäftigt. „Angel's Punishment“ ist den Opfern aller Kriege auf der Welt gewidmet.
Die Lieder „Self Deception“ und das Titellied stehen im Zusammenhang mit dem Lied „When a Dead Man Walks“ vom Vorgängeralbum Unleashed Memories. In „When a Dead Man Walks“ geht es um einen Mann, der im Gefängnis seine Strafe verbüßt, wobei der Grund für die Strafe nicht klar wird. „Self Deception“ beschreibt dagegen die Situation eines Mörders, der bei seiner Tat einen Komplizen hat. Der Text des Titelliedes „Comalies“ wurde aus der Sicht dieses Komplizen geschrieben.
„Aeon“, das akustische Intro von „Tight Rope“, enthält einen absichtlich eingebauten Sprung. Die Band wies auf ihrer Homepage darauf hin, nachdem sich viele irritierte Käufer die CD als fehlerhaft reklamiert hatten. Für das Lied „Tight Rope“ entnahm die Band ein Sample aus dem PC-Spiel Descent. Die Computerstimme sagt „self destruct sequence activated“ (auf Deutsch: „Selbstzerstörungssequenz aktiviert!“).

## Rezeption
Das Album erhielt gute Kritiken von Seiten der Fachpresse. Das deutsche Magazin Metal Hammer kürte Comalies mit einer Durchschnittsnote von 5,08 von sieben möglichen Punkten zum „Album des Monats“. Auch das deutsche Magazin Rock Hard wählte Comalies zum „Album des Monats“. Wolfgang Schäfer erwähnte in seiner Kritik, dass das Album vor Anspieltips nur so überquillt und sprach eine bedenkenlose Kaufempfehlung aus.
Comalies wurde weltweit über eine halbe Million Mal verkauft. Davon entfielen alleine über 250.000 auf die USA, wo das Album Platz 178 der Albumcharts erreichte. In Deutschland erreichte das Album Platz 45, in Frankreich Platz 69.

## Versionen
Neben der regulären CD-Version erschien eine limitierte Box, die das Album im Digipak mit einem Bonuslied (Lost Lullaby), Videoaufnahmen aus dem Studio sowie ein Poster der Sängerin Cristina Scabbia enthält.
2004 wurde das Album wiederveröffentlicht. Durch die vielen Tourneen in den USA stieg die Nachfrage sprunghaft an. Die Wiederveröffentlichung enthält eine Bonus-CD mit neun Liedern, bestehend aus zwei Radioversionen, vier im Studio aufgenommene Akustikversionen sowie drei Lieder, die die Band akustisch im Studio des Radiosenders WAAF einspielte.

## Titelliste
| Reguläre Version 1. Swamped – 4:00 2. Heaven's a Lie – 4:46 3. Daylight Dancer – 3:50 4. Humane – 4:12 5. Self Deception – 3:32 6. Aeon – 1:56 7. Tight Rope – 4:15 8. The Ghost Woman and the Hunter – 4:09 9. Unspoken – 3:37 10. Entwined – 3:59 11. The Prophet Said – 4:32 12. Angel's Punishment – 3:56 13. Comalies – 4:59 | Titelliste der Bonus-CD der Wiederveröffentlichung 1. Heaven's a Lie (Radio Edit) – 3:51 2. Swamped (Radio Edit) – 3:46 3. Heaven's a Lie (Studio Acoustic) – 4:07 4. Swamped (Studio Acoustic) – 3:39 5. Senzafine (Studio Acoustic) – 3:29 6. Unspoken (Studio Acoustic) – 3:39 7. Heaven's a lie (WAAF Radio Acoustic) – 4:01 8. Senzafine (WAAF Radio Acoustic) – 3:13 9. Aeon (WAAF Radio Acoustic) – 1:59 |

## Comalies XX
Zwanzig Jahre nach der Veröffentlichung des Albums nahm die Band das Album neu auf. Dabei wurden alle Titel neu arrangiert uns ins Jahr 2022 befördert. Laut der Sängerin Cristina Scabbia wollte die Band den Liedern „ein Kleid aus dem Jahre 2022“ geben. Die Neuaufnahme wurde unter dem Titel Comalies XX am 14. Oktober 2022 veröffentlicht und erschien als Doppel-CD. Auf der ersten CD befinden sich die neuen Versionen, wobei den einzelnen Titeln jeweils ein XX angehängt wurde. Die zweite CD enthält das Album in seiner ursprünglichen Form.
Laut Jeanette Grönecke vom Onlinemagazin Metal.de schafft das Album den Spagat zwischen der Hommage an alte Zeiten und einem modernen Metal Upload. Die Band hätte „ihre Songs mit einer Kettensäge zerlegt und zu einem neuen Masterpiece zusammengesetzt“, wofür Grönecke neun von zehn Punkten vergab. Toni Hennig vom Onlinemagazin laut.de schrieb, dass Lacuna Coil „die Chance nicht genutzt hätten, die Songs gegenüber den Originalen erwachsener und tiefgründiger klingen zu lassen“.